# Conon de Samos
Pour les articles homonymes, voir Conon.
Conon de Samos (env. 280 av. J.-C. - env. 220 av. J.-C.), né sur l'île de Samos, en Ionie, est un astronome et mathématicien grec, ami d'Archimède.

## Éléments biographiques
Astronome de cour de Ptolémée III, il a baptisé une constellation Chevelure de Bérénice en l'honneur de la femme de son protecteur, Bérénice. Celle-ci avait fait vœu de sacrifier ses cheveux en échange du retour victorieux de son mari, parti à la troisième guerre syrienne, commencée en 246 av. J.-C. Lorsque la mèche de cheveux disparut du temple, Conon expliqua que la déesse avait montré sa faveur en la plaçant dans le ciel. Tous les astronomes grecs n'acceptèrent pas la désignation : dans l’Almageste de Ptolémée, la Chevelure de Bérénice n'est pas listée comme une constellation distincte. Cependant, Ptolémée attribue plusieurs indications saisonnières (parapegma) à Conon. 
Apollonios de Perga rapporte qu'il travaillait sur les sections coniques. On lui attribue la découverte de la courbe de la spirale d'Archimède, ainsi nommée parce que c'est Archimède qui l'étudia et l'analysa, en tirant la résolution de problème sur les quadratures.
Il est peut-être décédé à Alexandrie. 

## Hommages
- Le cratère Conon sur la Lune, nommé d'après lui.
- L'astéroïde (12153) Conon,  nommé d'après lui.